# Oltre il destino
Oltre il destino (Interrupted Melody) è un film del 1955, diretto dal regista Curtis Bernhardt.

## Trama
È la storia di una cantante lirica australiana che si vide bloccare la strada dal destino verso la consacrazione artistica per aver contratto la poliomielite, durante una tournée. Ma, grazie alle cure amorevoli del marito, e alla sua pazienza, la cantante riesce a riprendersi dalla malattia, a superarne il trauma e a tornare sulle scene.

## Produzione
Il film fu prodotto dalla MGM, girato dal 15 settembre 1954 al dicembre 1954

## Distribuzione
Distribuito dalla MGM, il film - biografia sulla cantante lirica australiana Marjorie Lawrence - uscì nelle sale negli USA il 5 maggio 1955 a New York. La première si era invece tenuta in Australia, a Melbourne, il 20 aprile.
Oltre al Premio Oscar alla migliore sceneggiatura originale, il film fu candidato anche con Eleanor Parker (Oscar alla miglior attrice) e con Helen Rose, Oscar ai migliori costumi per il film a colori

### Date di uscita
IMDb
- Australia	20 aprile 1955	 (Melbourne) (premiere)
- USA	5 maggio 1955	 (New York City, New York)
- Germania Ovest	ottobre 1955
- Finlandia	4 novembre 1955
- Svezia	7 novembre 1955
- Italia	18 novembre 1955
- Belgio	6 gennaio 1956
- Francia	8 febbraio 1956	 (Cannes, France)
- Austria	marzo 1956
- Francia	1º marzo 1957	 (Parigi)
- Hong Kong	27 giugno 1957
- Giappone	8 ottobre 1957
- Danimarca	25 agosto 1958

Alias
- Interrupted Melody	USA (titolo originale)
- Mélodie interrompue	Belgio (titolo Francese) / Francia
- Onderbroken melodie	Belgio (titolo Fiammingo) / Paesi Bassi
- Unterbrochene Melodie	Austria / Germania Ovest
- Félbeszakított dallam	Ungheria (imdb display title)
- Katkennut sävel	Finlandia
- La melodía interrumpida	Spagna
- Melodía interrumpida	Argentina
- Oltre il destino	Italia
- Sången till livet	Svezia
- Sangen, der forstummede	Danimarca
- Ta fota tis Operas	Grecia

## Riconoscimenti
- Premi Oscar 1956: Oscar alla migliore sceneggiatura originale